# Gran Premio di Gran Bretagna 1992
Il Gran Premio di Gran Bretagna 1992 si è svolto domenica 12 luglio 1992 sul Circuito di Silverstone. La gara è stata vinta da Nigel Mansell su Williams seguito dal compagno di squadra Riccardo Patrese e da Martin Brundle su Benetton.

## Prima della gara
- La Minardi assume Alessandro Zanardi in sostituzione di Christian Fittipaldi, infortunatosi in seguito ad un violento incidente nelle prove del Gran Premio di Francia.

## Qualifiche

### Pre-qualifiche
| Pos                         | No | Pilota            | Costruttore         | Tempo    | Distacco |
| --------------------------- | -- | ----------------- | ------------------- | -------- | -------- |
| 1                           | 29 | Bertrand Gachot   | Venturi-Lamborghini | 1:24.650 | —        |
| 2                           | 15 | Gabriele Tarquini | Fondmetal-Ford      | 1:27.378 | +2.728   |
| 3                           | 30 | Ukyo Katayama     | Venturi-Lamborghini | 1:27.560 | +2.910   |
| 4                           | 14 | Andrea Chiesa     | Fondmetal-Ford      | 1:28.965 | +4.315   |
| Vetture non pre-qualificate |    |                   |                     |          |          |
| 5                           | 34 | Roberto Moreno    | Andrea Moda-Judd    | 1:30.592 | +5.942   |
| 6                           | 35 | Perry McCarthy    | Andrea Moda-Judd    | 1:46.719 | +22.069  |

Nel Gran Premio di casa Mansell domina letteralmente le qualifiche, conquistando la pole position con quasi due secondi di vantaggio sul più vicino inseguitore, il compagno di squadra Patrese. Terzo è Senna, che precede Schumacher, Berger, Brundle, Herbert, Alesi, Häkkinen e Comas. In fondo alla griglia la Brabham ottiene la seconda qualificazione dell'anno, dopo quella di Van de Poele in Sudafrica, grazie a Hill, che fa segnare il ventiseiesimo tempo.
Singolare episodio durante le pre-qualifiche: la Andrea Moda Formula, non disponendo di gomme slick in misura sufficiente, si vede costretta a montare le gomme da bagnato sulla macchina di Perry McCarthy, nonostante quel giorno sul tracciato splenda il sole.

### Classifica
| Pos                     | No | Pilota             | Costruttore                     | Tempo    | Distacco |
| ----------------------- | -- | ------------------ | ------------------------------- | -------- | -------- |
| 1                       | 5  | Nigel Mansell      | Williams - Renault              | 1:18.965 |          |
| 2                       | 6  | Riccardo Patrese   | Williams - Renault              | 1:20.884 | +1.919   |
| 3                       | 1  | Ayrton Senna       | McLaren - Honda                 | 1:21.706 | +2.741   |
| 4                       | 19 | Michael Schumacher | Benetton - Ford                 | 1:22.066 | +3.101   |
| 5                       | 2  | Gerhard Berger     | McLaren - Honda                 | 1:22.296 | +3.331   |
| 6                       | 20 | Martin Brundle     | Benetton - Ford                 | 1:23.489 | +4.524   |
| 7                       | 12 | Johnny Herbert     | Lotus - Ford                    | 1:23.605 | +4.640   |
| 8                       | 27 | Jean Alesi         | Ferrari                         | 1:23.723 | +4.758   |
| 9                       | 11 | Mika Häkkinen      | Lotus - Ford                    | 1:23.813 | +4.848   |
| 10                      | 26 | Érik Comas         | Ligier - Renault                | 1:23.957 | +4.992   |
| 11                      | 29 | Bertrand Gachot    | Venturi Larrousse - Lamborghini | 1:24.065 | +5.100   |
| 12                      | 9  | Michele Alboreto   | Footwork - Mugen-Honda          | 1:24.198 | +5.233   |
| 13                      | 25 | Thierry Boutsen    | Ligier - Renault                | 1:24.545 | +5.580   |
| 14                      | 28 | Ivan Capelli       | Ferrari                         | 1:24.558 | +5.593   |
| 15                      | 15 | Gabriele Tarquini  | Fondmetal - Ford                | 1:24.761 | +5.796   |
| 16                      | 30 | Ukyo Katayama      | Venturi Larrousse - Lamborghini | 1:24.851 | +5.886   |
| 17                      | 10 | Aguri Suzuki       | Footwork - Mugen-Honda          | 1:24.924 | +5.959   |
| 18                      | 4  | Andrea De Cesaris  | Tyrrell - Ilmor                 | 1:24.984 | +6.019   |
| 19                      | 21 | Jyrki Järvilehto   | Scuderia Italia - Ferrari       | 1:25.037 | +6.072   |
| 20                      | 3  | Olivier Grouillard | Tyrrell - Ilmor                 | 1:25.096 | +6.131   |
| 21                      | 16 | Karl Wendlinger    | March - Ilmor                   | 1:25.123 | +6.158   |
| 22                      | 22 | Pierluigi Martini  | Scuderia Italia - Ferrari       | 1:25.221 | +6.256   |
| 23                      | 32 | Stefano Modena     | Jordan - Yamaha                 | 1:25.362 | +6.397   |
| 24                      | 33 | Maurício Gugelmin  | Jordan - Yamaha                 | 1:25.988 | +7.023   |
| 25                      | 24 | Gianni Morbidelli  | Minardi - Lamborghini           | 1:25.998 | +7.033   |
| 26                      | 8  | Damon Hill         | Brabham - Judd                  | 1:26.378 | +7.413   |
| Vetture non qualificate |    |                    |                                 |          |          |
| NQ                      | 23 | Alessandro Zanardi | Minardi - Lamborghini           | 1:26.458 | +7.493   |
| NQ                      | 17 | Paul Belmondo      | March - Ilmor                   | 1:27.995 | +9.030   |
| NQ                      | 14 | Andrea Chiesa      | Fondmetal - Ford                | 1:28.452 | +9.487   |
| NQ                      | 7  | Eric van de Poele  | Brabham - Judd                  | 1:28.719 | +9.754   |

## Gara
Al via Patrese prova ad insidiare Mansell, ma il pilota inglese respinge l'attacco del compagno di squadra, mantenendo il comando: non lo cederà più per tutta la gara. Alle spalle dei due piloti della Williams si piazza Brundle, che, dopo un'ottima partenza dal sesto posto, duella per la terza posizione con Senna, mentre Schumacher e Berger si contendono il quinto posto: alla fine entrambe le lotte sono vinte dai piloti della Benetton, con Senna costretto al ritiro per problemi al cambio e Berger rallentato da guai al motore. Mansell conduce indisturbato tutta la gara, vincendo davanti a Patrese, Brundle, Schumacher, Berger e Häkkinen.

### Classifica
| Pos      | N. | Pilota             | Costruttore/Motore              | Giri | Tempo/Ritiro       | Griglia | Punti |
| -------- | -- | ------------------ | ------------------------------- | ---- | ------------------ | ------- | ----- |
| 1        | 5  | Nigel Mansell      | Williams - Renault              | 59   | 1:25'42.991        | 1       | 10    |
| 2        | 6  | Riccardo Patrese   | Williams - Renault              | 59   | +39.094            | 2       | 6     |
| 3        | 20 | Martin Brundle     | Benetton - Ford                 | 59   | +48.395            | 6       | 4     |
| 4        | 19 | Michael Schumacher | Benetton - Ford                 | 59   | +53.267            | 4       | 3     |
| 5        | 2  | Gerhard Berger     | McLaren - Honda                 | 59   | +55.795            | 5       | 2     |
| 6        | 11 | Mika Häkkinen      | Lotus - Ford                    | 59   | +1:20.138          | 9       | 1     |
| 7        | 9  | Michele Alboreto   | Footwork - Mugen-Honda          | 58   | +1 giro            | 12      |       |
| 8        | 26 | Érik Comas         | Ligier - Renault                | 58   | +1 giro            | 10      |       |
| 9        | 28 | Ivan Capelli       | Ferrari                         | 58   | +1 giro            | 14      |       |
| 10       | 25 | Thierry Boutsen    | Ligier - Renault                | 57   | +2 giri            | 13      |       |
| 11       | 3  | Olivier Grouillard | Tyrrell - Ilmor                 | 57   | +2 giri            | 20      |       |
| 12       | 10 | Aguri Suzuki       | Footwork - Mugen-Honda          | 57   | +2 giri            | 17      |       |
| 13       | 21 | Jyrki Järvilehto   | Scuderia Italia - Ferrari       | 57   | +2 giri            | 19      |       |
| 14       | 15 | Gabriele Tarquini  | Fondmetal - Ford                | 57   | +2 giri            | 15      |       |
| 15       | 22 | Pierluigi Martini  | Scuderia Italia - Ferrari       | 56   | +3 giri            | 22      |       |
| 16       | 8  | Damon Hill         | Brabham - Judd                  | 55   | +4 giri            | 26      |       |
| 17       | 24 | Gianni Morbidelli  | Minardi - Lamborghini           | 53   | Motore             | 25      |       |
| Ritirato | 1  | Ayrton Senna       | McLaren - Honda                 | 52   | Trasmissione       | 3       |       |
| Ritirato | 4  | Andrea De Cesaris  | Tyrrell - Ilmor                 | 46   | Testacoda          | 18      |       |
| Ritirato | 27 | Jean Alesi         | Ferrari                         | 43   | Problema meccanico | 8       |       |
| Ritirato | 32 | Stefano Modena     | Jordan - Yamaha                 | 43   | Motore             | 23      |       |
| Ritirato | 33 | Maurício Gugelmin  | Jordan - Yamaha                 | 37   | Motore             | 24      |       |
| Ritirato | 29 | Bertrand Gachot    | Venturi Larrousse - Lamborghini | 32   | Ruota              | 11      |       |
| Ritirato | 12 | Johnny Herbert     | Lotus-Ford                      | 31   | Trasmissione       | 7       |       |
| Ritirato | 16 | Karl Wendlinger    | March - Ilmor                   | 27   | Cambio             | 21      |       |
| Ritirato | 30 | Ukyo Katayama      | Venturi Larrousse - Lamborghini | 27   | Trasmissione       | 16      |       |
| NQ       | 23 | Alessandro Zanardi | Minardi - Lamborghini           |      |                    |         |       |
| NQ       | 17 | Paul Belmondo      | March - Ilmor                   |      |                    |         |       |
| NQ       | 14 | Andrea Chiesa      | Fondmetal - Ford                |      |                    |         |       |
| NP       | 7  | Eric van de Poele  | Brabham - Judd                  |      |                    |         |       |
| NPQ      | 34 | Roberto Moreno     | Moda - Judd                     |      |                    |         |       |
| NPQ      | 35 | Perry McCarthy     | Moda - Judd                     |      |                    |         |       |

## Classifiche Mondiali

### Piloti
| Pos. | Pilota             | Punti |
| ---- | ------------------ | ----- |
| 1    | Nigel Mansell      | 76    |
| 2    | Riccardo Patrese   | 40    |
| 3    | Michael Schumacher | 29    |
| 4    | Gerhard Berger     | 20    |
| 5    | Ayrton Senna       | 18    |
| 6    | Martin Brundle     | 13    |
| 7    | Jean Alesi         | 11    |
| 8    | Mika Häkkinen      | 5     |
| 8    | Michele Alboreto   | 5     |
| 10   | Andrea De Cesaris  | 4     |
| 11   | Karl Wendlinger    | 3     |
| 11   | Érik Comas         | 3     |
| 13   | Ivan Capelli       | 2     |
| 13   | Pierluigi Martini  | 2     |
| 13   | Johnny Herbert     | 2     |
| 16   | Bertrand Gachot    | 1     |

### Costruttori
| Pos. | Team                            | Punti |
| ---- | ------------------------------- | ----- |
| 1    | Williams - Renault              | 116   |
| 2    | Benetton - Ford                 | 42    |
| 3    | McLaren - Honda                 | 38    |
| 4    | Ferrari                         | 13    |
| 5    | Lotus - Ford                    | 7     |
| 6    | Footwork - Mugen-Honda          | 5     |
| 7    | Tyrrell - Ilmor                 | 4     |
| 8    | March - Ilmor                   | 3     |
| 8    | Ligier - Renault                | 3     |
| 10   | Scuderia Italia - Ferrari       | 2     |
| 11   | Venturi Larrousse - Lamborghini | 1     |

## Fonti
- The Official Formula 1 Website, su formula1.com. URL consultato il 20 giugno 2009.
- GpUpdate.com [collegamento interrotto], su f1.gpupdate.net. URL consultato il 20 giugno 2009.
- Teamdan.org, su silhouet.com. URL consultato il 20 giugno 2009.
- Grandprix.com. URL consultato il 20 giugno 2009.